# Îles Whitsunday
 (août 2022).
Si vous disposez d'ouvrages ou d'articles de référence ou si vous connaissez des sites web de qualité traitant du thème abordé ici, merci de compléter l'article en donnant les références utiles à sa vérifiabilité et en les liant à la section « Notes et références ».
Pour les articles homonymes, voir Whitsunday.
Les îles Whitsunday, communément appelé les Whitsundays (anglais : Whitsunday Islands et the Whitsundays), sont un archipel d'Australie situé au large des côtes du Queensland. Les îles sont l'une des destinations touristiques les plus prisées du pays. Chaque année, des centaines de milliers de touristes viennent visiter cet endroit et se baigner dans l'eau bleu turquoise de la mer de Corail. La faune et la flore sont aussi les atouts de ces îles avec notamment plus de 150 espèces d'oiseaux. Elles sont accessibles par bateau ou par avion.

## Histoire
Whitsunday, en Anglais, est un synonyme pour Pentecost, autrement dit, en français, le jour de la Pentecôte.  Le mot vient de l'anglo-saxon Hwita Sunnandæg (« White Sunday »). Les îles Whitsunday ont été ainsi baptisées par le capitaine britannique James Cook en juin 1770. En effet, lorsqu'il découvrit ces îles paradisiaques, il pensait que c'était le jour de la Pentecôte. Aujourd'hui, on admet qu'il ne s'agissait pas réellement du jour de la Pentecôte, puisqu'il n'a pas pris en compte la Ligne de changement de date, qui n'existait pas encore !
Les îles et le continent proche étaient autrefois habités par les aborigènes Ngaro, qui vivaient principalement de la pêche. 
Les Britanniques ont commencé à coloniser les îles vers le milieu du XIXe siècle. Les premières constructions datent des années 1880. Avec la fin de la construction de la route menant à Airlie Beach et Shute Harbour en 1962, les îles sont devenues beaucoup plus accessibles et sont devenues une attraction touristique majeure du Queensland.

## Formation
Les îles Whitsunday étaient à l'origine une chaîne de montagnes volcaniques rattachée au continent. À la fin de la dernière ère glaciaire, le niveau de l'eau est monté et une partie de ces montagnes a été submergée. Les sommets des montagnes les plus élevées forment aujourd'hui l'archipel des îles Whitsunday.

## Géographie
Les Îles Whitsunday sont situées au milieu de la côte du Queensland, entre Townsville et Mackay, à quelque 900 kilomètres au Nord de Brisbane. Elles se trouvent au cœur de la Grande barrière de corail. La ville la plus proche est Airlie Beach, sur le continent, d'où partent les bateaux de croisières. L'archipel des Whitsunday est composé de 74 îles, dont 17 seulement sont habitées. La plupart font partie du Parc national des îles Whitsunday. Sur les îles comportant des zones constructibles, les permis de construire sont très contraignants, et les prix élevés.

## Climat
Situé sur la même latitude que Rio de Janeiro et Tahiti, l'archipel jouit d'un climat tropical. Les précipitations annuelles en moyenne sont de 1792.4 mm. 
|                   | Moyenne  | Maximales | Minimales |
| Janvier/Février   | 29,6 °C  | 36,5 °C   | 22,8 °C   |
| Avril/Mai         | 22,6 °C  | 28,2 °C   | 17,0 °C   |
| Juillet/Août      | 17,0 °C  | 26,7 °C   | 7,2 °C    |
| Novembre/Décembre | 25 ,0 °C | 29,4 °C   | 20,6 °C   |

## Tourisme

### Accès

#### En avion
Les Iles Whitsunday sont desservies par deux aéroports principaux : 
- l'aéroport de la Grande Barrière de Corail (HTI) sur l'ile d'Hamilton, au cœur de l'archipel
- l'aéroport de Proserpine (PPP).

Ces deux aéroports sont assez bien desservis avec des vols réguliers et directs provenant des plus grandes villes australiennes. De Proserpine, un bus relie le port d'Airlie Beach, d'où partent les bateaux de croisières pour les îles.

#### En train
Le train dessert la gare de Proserpine, ville située à 16 miles à l'intérieur des terres depuis Airlie Beach. Les trains du Queensland offrent des transports réguliers. Le Tilt Train est un nouveau service de train dans la région des Iles Whitsunday fonctionnant trois fois par semaine dans la direction Nord / Sud.

#### En voiture
L'autoroute Bruce est la principale route reliant Brisbane à Cairns avec une petite sortie passant par la ville d'Airlie Beach.

### Hébergement
À Airlie Beach, on trouve toutes sortes d'hébergement : campings, hôtels Backpackers, hôtels de luxe, etc.
Pour se rendre sur les îles de l'archipel, il faut choisir un des nombreux types de bateaux de croisière. S'il existe des trajets d'une seule journée, on peut tout aussi bien partir quelques jours en mer. On peut alors dormir dans le bateau, mais il est aussi possible de dormir en camping ou dans un hôtel, où les tarifs sont toutefois élevés. 
Les 13 îles sur lesquelles on peut camper sont Denman Island, Henning Island, Hook Island, Lindeman Island, Long Island, North Molle Island, Planton Island, Shaw Island, South Molle Island, South Repulse Island, Tancred Island, Thomas Island et Whitsunday Island. Pour dormir en camping sur les îles Whitsunday, il faut acheter au préalable un permis de camper et trouver un transporteur pour vous déposer sur l'île en bateau.

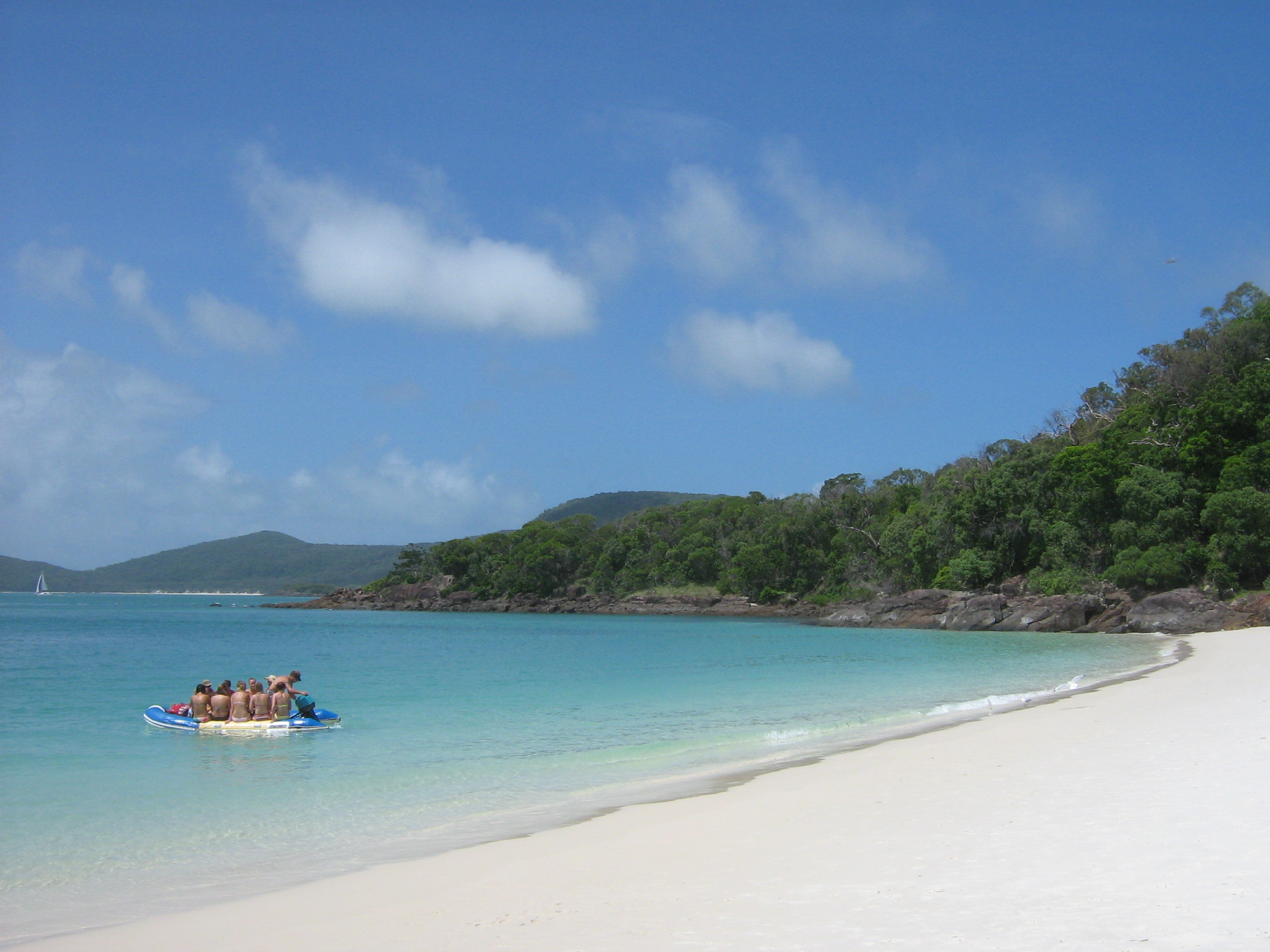
Whitsundays islands main beach

## Liste des îles
Les îles sont regroupées en quatre catégories, dont les noms anglais sont donnés ci-dessous :

### The Whitsunday Group
- Bird Island
- Black Island
- Border Island
- Cid Island
- Cowrie Island
- Deloraine Island
- Dent Island
- Dumbell Island
- Dungarra Island
- Esk Island
- Fitzalan Island
- Île Hamilton
- Harold Island
- Haslewood Island
- Hayman Island
- Henning Island
- Hook Island
- Ireby Island
- Langford Island
- Long Island
- Lupton Island
- Nicolson Island
- Perseverance Island
- Plum Pudding Island
- Teague Island
- Titan Island
- Île Whitsunday
- Wirrainbela Island
- Workington Island

### The Lindeman Group
- Baynham Island
- Cornston Island
- Gaibirra Island
- Triangle Island
- Keyser Island
- Lindeman Island
- Little Lindeman Island
- Maher Island
- Mansell Island
- Pentecost Island
- Seaforth Island
- Shaw Island
- Thomas Island
- Volskow Island

### The Molle's
- Daydream Island (anciennement West Molle Island)
- Denman Island
- Goat Island
- Mid Molle Island
- North Molle Island
- Planton Island
- South Molle Island

### Northern Group
- Armit Island
- Double Cone Island
- Eshelby Island
- Gloucester Island
- Grassy Island
- Gumbrell Island
- Olden Island
- Rattray Island
- Saddleback Island